# Noreika
Noreika ist ein litauischer männlicher Familienname.

## Weibliche Formen
- Noreikaitė (ledig)
- Noreikienė (verheiratet)

## Namensträger
- Eimantas Noreika (* 2002), litauischer Eishockeyspieler
- Jonas Noreika (1910–1947), litauisch-sowjetischer Partisan, Militäroffizier, Nazi-Kollaborateur, KZ-Häftling
- Liudas Noreika (1884–1928), Jurist, Politiker und Journalist
- Virgilijus Noreika (1935–2018), Tenor und Professor